# Resolución 71 del Consejo de Seguridad de las Naciones Unidas
La resolución 71 del Consejo de Seguridad de las Naciones Unidas, adoptada el 27 de julio de 1949, le preguntaba a la Asamblea General bajo qué condiciones Liechtenstein podía convertirse en un miembro del Estatuto de la Corte Internacional de Justicia. El Consejo determinó que si Liechtenstein aceptaba las provisiones del Estatuto, aceptaría todas las obligaciones de un miembro de las Naciones Unidas bajo el artículo 94 de la Carta, comprometerse a contribuir con los gastos de la Corte y si el gobierno nacional ratificaba el Estatuto, Liechtenstein podía formar parte del Estatuto de la Corte Internacional de Justicia.
La resolución fue aprobada con 9 votos a favor y ninguno en contra; la RSS Ucraniana y la Unión Soviética se abstuvieron de votar.